# Laciniodes conditaria
Laciniodes conditaria là một loài bướm đêm trong họ Geometridae.